# HTMLコーダー
HTMLコーダーとは、分業化されたウェブサイトの制作過程において、HTMLおよびCSSを使用してウェブページを作成する作業を行う者の呼称である。

## 概要
今日のウェブサイト制作は、大まかに言って次のような流れが確立している。
1. サイトの目標、コンセプト決定
2. コンテンツや機能の確定
3. サイト全体の構造や各ページのレイアウト設計
4. ビジュアルデザインの作成
5. 実際の構築作業

この流れの終盤の段階で、ウェブデザイナーが作成したビジュアルデザインをブラウザで忠実に再現できるよう、HTMLを使用して各ウェブページを作成し、サイト全体を作り上げることがHTMLコーダーの基本的な役割である。
2000年頃までのインターネット普及期においては、デザイナーがHTMLコーディングも兼任するケースが多かったが、サイトの大規模化・複雑化に伴ってコーディングの作業量が増大し、複数あるいは異なるバージョンのブラウザへの対応など、必要なスキルも高度になってきたため、デザイン作業との分業化が進んだ。ただし現在でも、とくに中小規模のシンプルなウェブサイト制作ではデザイナーが兼任することも少なくない。
業界内、および実際の制作現場では、単に「コーダー」、または「コーディング担当者」「コーディングスタッフ」などと言われることが多い。

## 必要な知識・技術
- HyperText Markup Language (HTML) / Extensible HyperText Markup Language (XHTML)
- Cascading Style Sheets (CSS)
- ユーザビリティ
- アクセシビリティ
- コンテンツ管理システム (Contents Management System, CMS) のカスタマイズ
- 検索エンジン最適化 (Search Engine Optimization, SEO)

## マークアップエンジニア
情報設計、文書構造デザイン、Webフロントエンド技術全般の研究・設計・開発、およびアクセシビリティ、ユーザビリティなどを踏まえた実装を行う者を指し示す呼称として2001年より森田雄が株式会社ビジネス・アーキテクツの求人情報で「マークアップエンジニア」として、従来型のHTMLコーダーを再定義した。
この呼称「マークアップエンジニア」はその後、求人サイト等での標準項目として扱われるなど広く浸透している。しかし必要スキルが従来型のHTMLコーダーと同等と扱われていることから、森田は改めて2005年頃より「マークアップデザインエンジニア」として情報設計などデザインスキルの重要性を取り上げていた。